# Municipio de Nesebar
El municipio de Nesebar (búlgaro: Община Несебър) es un municipio búlgaro perteneciente a la provincia de Burgas.
En 2013 tiene 24 481 habitantes.
En la capital municipal Nesebar vive la mitad de la población municipal. El resto de la población se reparte entre las siguientes localidades: Banya, Sveti Vlas, Gyulyovtsa, Emona, Koznitsa, Kosharitsa, Obzor, Orizare, Panitsovo, Priseltsi, Ravda, Rakovskovo, Slanchev Bryag y Tankovo.
Se ubica en la esquina nororiental de la provincia, en la costa del mar Negro, pasando por el municipio la carretera que une Burgas con Varna.